# Ralph Hinterkeuser
Ralph Hinterkeuser (* 1959 in Bonn) ist ein in Berlin und Molmerswende lebender Künstler. Er benutzt hochauflösende Fotografie zur Darstellung urbaner und landschaftlicher Situationen.

## Leben und Werk
Nach einer Assistenz bei Walter Schels in München studierte Ralph Hinterkeuser von 1983 bis 1988 Foto-/Film-Design an der Fachhochschule Bielefeld, wo er 1986 das Symposium über Fotografie Fotografen filmen organisierte. Seine fotografievermittelnde Tätigkeit setzte er mit zwei Ausstellungen im Stadtmuseum Siegburg fort: Knut Wolfgang Maron – Bilder über Landschaften (1991) und Im Licht der Schatten – Fotografie und die Gegenwart der Vergangenheit (1993, mit Susanne Greven, Kapa, Wojciech Prazmowski, Salvatore Puglia) bevor er seine eigene Fotografie in den Arbeitsmittelpunkt stellte.
Für Architekten und Künstler erstellt er verschiedene Dokumentationen, wie z. B. im Jahr 2012 für den Stahlskulpteur Karl Menzen die umfangreiche Monografie StahlWerk.
Ralph Hinterkeuser setzt sich in seinen freien Werkgruppen mit bestimmten Regionen auseinander und verfolgt deren Veränderungen z. B. durch Architektur und Ressourcengewinnung. So ist im Werkkomplex Lille Métropole die Verwandlung des Stadtantlitzes der nordfranzösischen Großstadt durch Globalisierungsambitionen thematisiert, während die Arbeit Stadt & Zone die aserbaidschanische Hauptstadt Baku unter dem Einfluss der Ölindustrie zeigt. Neuere Arbeiten zeigen Landschaften und Städte am Wasser.
Die aus diesen Aufnahmen entstehenden großformatigen Bilder zeichnen sich durch Detailreichtum, eine eher reduzierte, warmtonige Farbpalette und besonders konzentrierten und ruhigen, klassisch anmutenden Bildaufbau aus (Narrativer Dokumentarismus). Zudem charakterisiert eine bühnenhafte Inszenierung viele seiner Arbeiten.
Dass ihm selbst diese Anmutung durchaus bewusst ist, belegt folgendes Zitat aus seinem Text zu Lille Métropole:

„Ich sah mich in wechselnden Inszenierungen und beantworte diese nun durch meine eigenen. Ich füge den plastischen, gebauten statements meine bildhaften hinzu. Die daraus resultierende Abstraktion der funktionalen Baukörper nimmt diesen einen Teil ihrer Macht der Überwältigung. Sie macht ihre Realität greifbarer und angreifbarer. Meine Fotografien einer Stadt im Übergang in ein anderes Zeitalter bedienen sich des Vokabulars des Theaters. Es gibt hier wie dort Bühnen und Kulissen und Prospekte. Der Aufführungsort ist entweder klassisch frontal angelegt oder man blickt in eine Guckkastenbühne. Es gibt gelegentlich, als nostalgische Reminiszenz, historisierende Kulissen, einige modernistische oder existentialistische, auch diese aus einer schon vergangenen Zeit, und es gibt futuristische, die für die Gegenwart stehen. Es gibt unterschiedliche szenische Beleuchtung, allerdings, dem unromantischen Thema entsprechend, von meist nüchterner Wirkung: Tageslicht ist diffus, Kunstlicht wird mit Leuchtstoffröhren hergestellt. Nur manchmal werden Wolken oder ein blauer Himmel eingesetzt, um besondere Künstlichkeit zu bewirken. Man könnte den Einfluss Brechts vermuten. So werden Bühnen gezeigt, die ihre Funktionen nicht verstecken, die sich im Umbau befinden, wie unfertig sind. Oder die eigentliche Bühne wird hinter teildurchsichtigen Rollos verborgen, unerreichbar gemacht. Es tauchen Parolen des politischen Theaters auf (‚TOYS 'R' US‘), oder Plakatwände schreien ihre Botschaft für den Betrachter unentzifferbar in die Bühnenlandschaft hinein. In aseptischen Räumen wird der Beobachter selbst von Überwachungskameras verfolgt und Katakomben, die Piranesis Alpträume Wirklichkeit werden lassen, versetzen den Schauspielfreund in klaustrophobische Zustände. (…) Eine unheimliche Stille füllt (…) die Szenerie und man fühlt die instinktive Neigung, sich in Sicherheit zu begeben. Aber wohin? Es ist doch nichts als die Wirklichkeit, die ich zeige in meinen Bildern. Die Wirklichkeit? Welche Wirklichkeit? Wo bin ich? Was mache ich hier?“

Zudem sind sowohl die Gegenüberstellung von Gegensätzen als auch die Vergänglichkeit immer wieder Folien Hinterkeuser'scher Bilder. Aus einem Gespräch mit Prof. Dr. Kai Uwe Schierz: „Nicht durch Reduktion banne ich die Erscheinungen, sondern durch den Versuch, so viele – auch widersprüchliche – Erscheinungen wie möglich in ein Bild zu packen. Also die Widersprüche nicht aufzulösen, sondern sie nebeneinander bestehen zu lassen – die Schönheit und das Abstoßende, das ganz Flüchtige und das, was eine längere Zeit andauert, das im Aufbau Befindliche und das schon wieder Vergehende. Es war immer in meinem Kopf, daß ich das alles am liebsten gleichzeitig in einer Art filmischen Bewegung in einem Foto zusammen packen würde. (…) Es ist überhaupt nicht meine Absicht, die Welt auf bestimmte Formeln und Formen zu reduzieren. Es ist schlimm genug, daß das andere tun. Ich dokumentiere eher deren Kampf gegen das Chaos. Deren vergeblichen Kampf. Allerdings ist es mir genauso wenig darum zu tun, Wirklichkeit zu fotografieren. Das, was Wirklichkeit ist, kann niemand fotografieren. (…) Ich muß manchmal ein Bad im Meer der Erscheinungen nehmen und aus diesem Bilder schöpfen, die auf den Reichtum der Erscheinungen in ihrer ganzen Breite und Widersprüchlichkeit hinzuweisen vermögen.“

## Ausstellungen (Auswahl)
Ralph Hinterkeuser nahm unter anderem an folgenden Ausstellung teil:
- 2001: Landscapes/Paesaggi, Marcovaldo, Caraglio (mit Jocelyne Alloucherie, Alain Balzac, Olivo Barbieri, Gabriele Basilico, Franco Fontana, Karen Knorr, Stephen Roach, Michel Séméniako) und Racconigi, Piemont, Italien
- 2001: Lille Métropole, Auftragsarbeit der Mission Photographique Transmanche des Centre Régional de la Photographie Nord Pas-de-Calais, Douchy-les-Mines, mit dem Goethe-Institut Lille, Frankreich
- 2001: RaumBilder, Bundesamt für Bauwesen und Raumordnung, Bonn (mit Jürgen Hohmuth und Michael Schroedter)
- 2002: Aux marges du paysage, Institut franco-japonais de Tokyo (mit Lewis Baltz, Marilyn Bridges, Thierry Girard, Fumimasa Hosokawa, Kunihiko Katsumata, Philippe Lesage, Tamaki Motoki, Masatoshi Sakamoto, Jacques Vilet)
- 2002: Fifty : Fifty – Gebaute und nicht gebaute Architektur für Berlin 1990 bis 2000, Berlinische Galerie im Kunstforum der Grundkreditbank, Berlin
- 2004: Transit. Erfurt, Lille und andere Bühnen, Kunsthalle Erfurt

## Preise
Der Künstler erhielt unter anderem folgende Preise:
- 1999: Stipendium des Else-Heiliger-Fonds
- 2003: DAAD-Künstlerstipendium (dreimonatiger Aufenthalt in Baku, Aserbaidschan)
- 2004: Projektförderung der Kunststiftung NRW
- 2018: Arbeitsstipendium der Kunststiftung Sachsen-Anhalt (4-wöchiger Aufenthalt in Jerewan, Armenien)